# Трокмортън (окръг, Тексас)
Окръг Трокмортън (на английски: Throckmorton County) е окръг в щата Тексас, Съединени американски щати. Площта му е 2370 km², а населението - 1850 души (2000). Административен център е град Трокмортън.